# Mafia Mamma
Mafia Mamma (La heredera de la mafia en Latinoamérica) es una película de comedia de acción estadounidense de 2023 dirigida por Catherine Hardwicke, con un guion de Michael J. Feldman y Debbie Jhoon, y basada en una historia original de Amanda Sthers. Está protagonizada por Toni Collette como una mujer estadounidense que viaja a Italia tras la muerte de su abuelo, de quien descubre que era un jefe criminal. Monica Bellucci y Sophia Nomvete también protagonizan.
La preproducción comenzó en 2021 con el rodaje en Roma en mayo de 2022. La película se estrenó en cines el 14 de abril de 2023.

## Reparto
- Toni Collette como Kristin[3]
- Mónica Bellucci como Bianca[3]
- Tim Daish como Paul[4]
- Giuseppe Zeno como Carlo Romano[5]
- Eduardo Scarpetta como Fabricio[5]
- Francesco Mastroianni como Aldo[6]
- Alfonso Perugini como Dante[6]
- Sophia Nomvete como Jenny[7]
- Giulio Corso como Lorenzo[7]
- Tommy Rodger como Domenick[4]
- Alessandro Bressanello como Don Giuseppe Balbano[4]

## Producción
Se informó que Mafia Mamma estaba en preproducción en octubre de 2021, con Catherine Hardwicke como directora. Michael J. Feldman y Debbie Jhoon escribieron el guion, basado en una historia original de Amanda Sters. Toni Collette, Monica Bellucci y Rob Huebel se unieron al reparto en los papeles principales.
La fotografía principal tuvo lugar en mayo de 2022 en Roma, Italia.

## Estreno
Mafia Mamma fue estrenada en cines el 14 de abril de 2023 por Bleecker Street.

## Recepción
Mafia Mamma recibió reseñas generalmente mixtas a negativas de parte de la crítica y la audiencia. En el sitio web agregador de reseñas especializado Rotten Tomatoes, la película posee una aprobación de 21%, basada en 104 reseñas, con una calificación de 4.2/10, y con un consenso crítico que dice: "Plagada de estereotipos, fatalmente sin gracia y una mezcolanza tonal total, Mafia Mamma es un desperdicio criminal de Toni Collette." De parte de la audiencia tiene una aprobación de 55%, basada en más de 500 votos, con una calificación de 3.2/5.
El sitio web Metacritic le dio a la película una puntuación de 42 de 100, basada en 23 reseñas, indicando "reseñas mixtas o promedio". Las audiencias encuestadas por CinemaScore le otorgaron a la película una "B" en una escala de A+ a F, mientras que en el sitio IMDb los usuarios le asignaron una calificación de 5.4/10, sobre la base de más de 7800 votos. En la página web FilmAffinity la cinta tiene una calificación de 4.2/10, basada en 214 votos.